# Jens Leske
Jens Leske (* 1972 in Erlangen) ist ein deutscher Regisseur und Drehbuchautor.
Leske legte 1991 das Abitur  in Nürnberg ab und arbeitet seit 1994 beim Film. 2002 machte er seinen Magister der Philosophie und Theaterwissenschaft in Berlin. Seitdem entstanden zahlreiche eigene Arbeiten für Film und Fernsehen. Mit dem Kurzfilm FotoSynthese (2005) mit Schauspielern wie Christoph Lindert und Erdal Merdan war er auf dem Filmfestival Max Ophüls Preis vertreten. Am 15. April 2005 wurde der Film auf arte ausgestrahlt.
Leske arbeitet auch auf den Gebieten des Hörspiels und der Musik.